# Góry Prusinowskie
Góry Prusinowskie [pronunciación en polaco: /ˈɡurɨ pruɕiˈnɔfskʲɛ/ es un pueblo ubicado en el distrito administrativo de Gmina Szadek, dentro del Condado de Zduńska Wola, Voivodato de Łódź, en Polonia central. Se encuentra aproximadamente a 7 kilómetros al oeste de Szadek, a 14 kilómetros al noroeste de Zduńska Wola, y a 41 kilómetros al oeste de la capital regional Lodz.